# Canton de Faches-Thumesnil
Le canton de Faches-Thumesnil est une circonscription électorale française du département du Nord créée par le décret du 17 février 2014. Il tient lieu de circonscription d'élection des conseillers départementaux et entre en vigueur lors des élections départementales de 2015.

## Histoire
Un nouveau découpage territorial du département du Nord entre en vigueur à l'occasion des premières élections départementales suivant le décret du 17 février 2014. Les conseillers départementaux sont, à compter de ces élections, élus au scrutin majoritaire binominal mixte. Les électeurs de chaque canton élisent au Conseil départemental, nouvelle appellation du Conseil général, deux membres de sexe différent, qui se présentent en binôme de candidats. Les conseillers départementaux sont élus pour 6 ans au scrutin binominal majoritaire à deux tours, l'accès au second tour nécessitant 12,5 % des inscrits au 1er tour. En outre la totalité des conseillers départementaux est renouvelée. Ce nouveau mode de scrutin nécessite un redécoupage des cantons dont le nombre est divisé par deux avec arrondi à l'unité impaire supérieure si ce nombre n'est pas entier impair, assorti de conditions de seuils minimaux. Dans le Nord, le nombre de cantons passe ainsi de 79 à 41.
Le canton de Faches-Thumesnil est formé de communes des anciens cantons de Seclin-Sud (3 communes), de Haubourdin (2 communes), de Lille-Sud-Est (1 commune), de Seclin-Nord (5 communes) et de Villeneuve-d'Ascq-Sud (1 commune). Il est entièrement inclus dans l'arrondissement de Lille. Le bureau centralisateur est situé à Faches-Thumesnil.

## Représentation

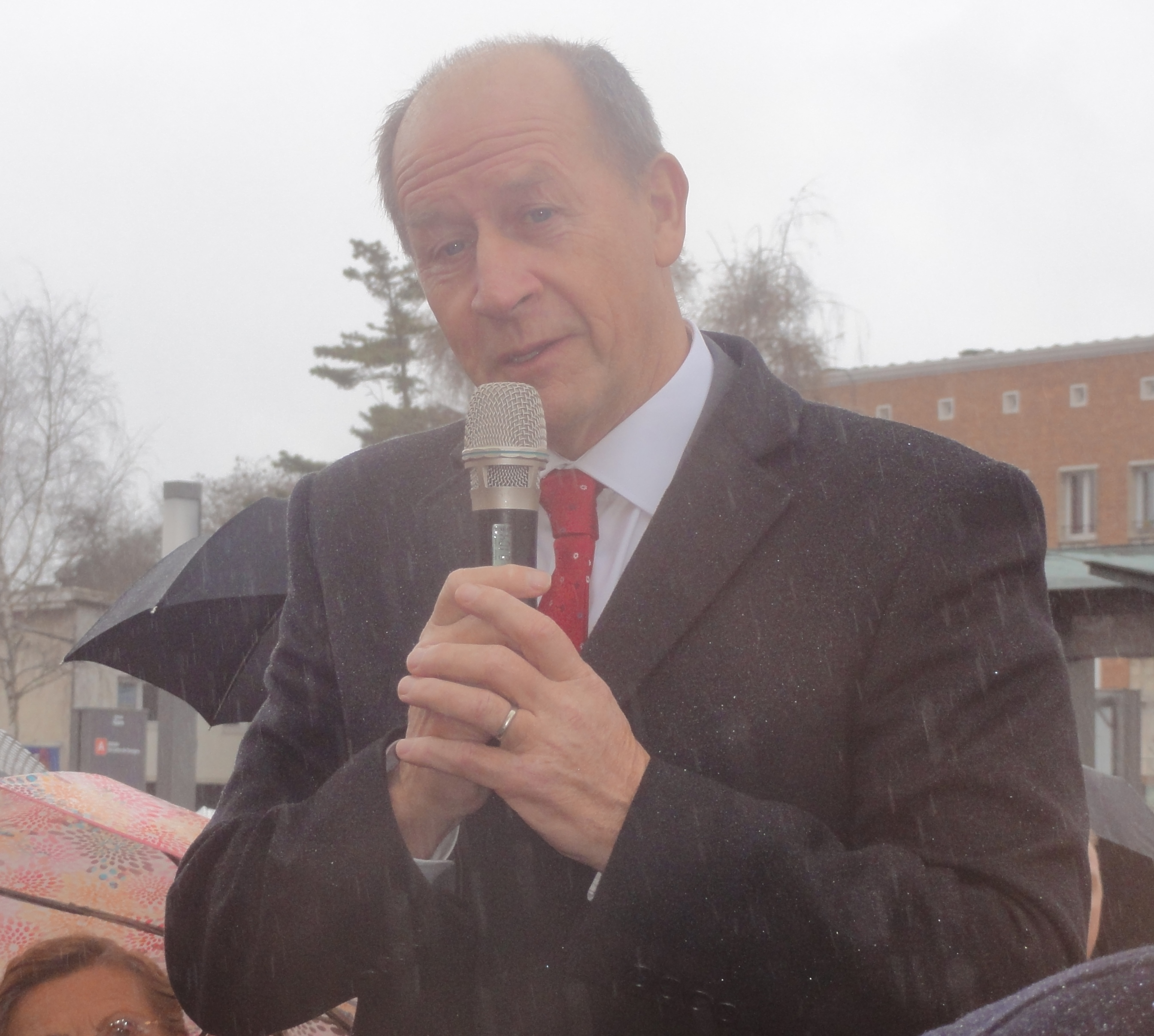
Dany Wattebled lors de la manifestation contre la suppression des dessertes TGV en gare de Douai du 2 mars 2019.

| Période élective | Période élective | Mandat | Mandat           | Identité               | Nuance | Nuance | Qualité |
| ---------------- | ---------------- | ------ | ---------------- | ---------------------- | ------ | ------ | --- |
| 2015             | 2021             | 2015   | 2021             | Annie Leys             |        | LR     | Infirmière anesthésiste Maire-adjointe de Wattignies Ancienne Députée-suppléante (2007-2017)                                                                                               |
| 2015             | 2021             | 2015   | 2018 (démission) | Dany Wattebled         |        | UDI    | Ancien chef d'entreprise Ancien maire de Lesquin Ancien conseiller général du Canton de Seclin-Nord (2008-2015) Sénateur depuis 2017 (groupe "Les Indépendants-République et Territoires") |
| 2015             | 2021             | 2018   | 2021             | François-Xavier Cadart |        | LR     | Avocat Conseiller municipal de Seclin |
| 2021             | 2028             | 2021   | en cours         | François-Xavier Cadart |        | LR     | Conseiller sortant, maire de Seclin |
| 2021             | 2028             | 2021   | en cours         | Frédérique Seels       |        | DVD    | Cadre Vice-Président de la Métropole de Lille Conseillère municipale de Faches-Thumesnil Vice-Présidente du conseil départemental (autonomie des séniors)                                  |

### Résultats détaillés

#### Élections de mars 2015
À l'issue du 1er tour des élections départementales de 2015, deux binômes sont en ballottage : Vénus Baudechon et Jean-Claude Guëll (FN, 31,1 %) et Annie Leys et Dany Wattebled (Union de la Droite, 29,79 %). Le taux de participation est de 48,29 % (26 165 votants sur 54 180 inscrits) contre 46,81 % au niveau départemental et 50,17 % au niveau national.
Au second tour, Annie Leys et Dany Wattebled (Union de la Droite) sont élus avec 63,8 % des suffrages exprimés et un taux de participation de 47,95 % (15 004 voix pour 25 986 votants et 54 190 inscrits).
En 2018, à la suite de la démission de Dany Wattebled, il démissionne en faveur de François-Xavier Cadart, conseiller municipal d'opposition à Seclin.

#### Élections de juin 2021
Le premier tour des élections départementales de 2021 est marqué par un très faible taux de participation (33,26 % au niveau national). Dans le canton de Faches-Thumesnil, ce taux de participation est de 31,3 % (16 737 votants sur 53 478 inscrits) contre 30,39 % au niveau départemental. À l'issue de ce premier tour, deux binômes sont en ballottage : François-Xavier Cadart et Frédérique Seels (Union à droite, 51,35 %) et Laurent Daudruy et Sophie Prunes-Uruen (Union à gauche, 26,2 %).
Le second tour des élections est marqué une nouvelle fois par une abstention massive équivalente au premier tour. Les taux de participation sont de 34,36 % au niveau national, 31,01 % dans le département et 32,19 % dans le canton de Faches-Thumesnil. François-Xavier Cadart et Frédérique Seels (Union à droite) sont élus avec 68,09 % des suffrages exprimés (10 802 voix pour 17 216 votants et 53 480 inscrits),,.

## Composition
Le canton de Faches-Thumesnil comprend douze communes entières.
| Nom                                      | Code Insee | Intercommunalité              | Superficie (km2) | Population (dernière pop. légale) | Densité (hab./km2) | Modifier                                    |
| ---------------------------------------- | ---------- | ----------------------------- | ---------------- | --------------------------------- | ------------------ | ------------------------------------------- |
| Faches-Thumesnil (bureau centralisateur) | 59220      | Métropole européenne de Lille | 4,62             | 18 310 (2022)                     | 3 963              | modifier les données · modifier les données |
| Chemy                                    | 59145      | CC Pévèle Carembault          | 3,48             | 773 (2022)                        | 222                | modifier les données · modifier les données |
| Emmerin                                  | 59193      | Métropole européenne de Lille | 4,91             | 3 026 (2022)                      | 616                | modifier les données · modifier les données |
| Gondecourt                               | 59266      | CC Pévèle Carembault          | 8,22             | 4 099 (2022)                      | 499                | modifier les données · modifier les données |
| Haubourdin                               | 59286      | Métropole européenne de Lille | 5,31             | 14 922 (2022)                     | 2 810              | modifier les données · modifier les données |
| Herrin                                   | 59304      | CC Pévèle Carembault          | 2,17             | 426 (2022)                        | 196                | modifier les données · modifier les données |
| Houplin-Ancoisne                         | 59316      | Métropole européenne de Lille | 6,48             | 3 301 (2022)                      | 509                | modifier les données · modifier les données |
| Noyelles-lès-Seclin                      | 59437      | Métropole européenne de Lille | 2,38             | 839 (2022)                        | 353                | modifier les données · modifier les données |
| Seclin                                   | 59560      | Métropole européenne de Lille | 17,42            | 13 011 (2022)                     | 747                | modifier les données · modifier les données |
| Templemars                               | 59585      | Métropole européenne de Lille | 4,61             | 3 630 (2022)                      | 787                | modifier les données · modifier les données |
| Vendeville                               | 59609      | Métropole européenne de Lille | 2,57             | 1 615 (2022)                      | 628                | modifier les données · modifier les données |
| Wattignies                               | 59648      | Métropole européenne de Lille | 6,31             | 15 756 (2022)                     | 2 497              | modifier les données · modifier les données |
| Canton de Faches-Thumesnil               | 5918       |                               | 68,48            | 79 708 (2022)                     | 1 164              | modifier les données                        |

## Démographie
En 2022, le canton comptait 79 708 habitants, en évolution de +3,32 % par rapport à 2016 (Nord : +0,51 %, France hors Mayotte : +2,11 %).
| 2013   | 2018   | 2022   |
| ------ | ------ | ------ |
| 76 321 | 77 687 | 79 708 |